# Mathew Ryan
Mathew David Ryan (født 8. april 1992 i Plumpton, Australien), er en australsk fodboldspiller (målmand), der spiller for den hollandske klub AZ Alkmaar og det australske fodboldlandshold. Han har tidligere spillet i en række europæiske klubber.

## Klubkarriere

### Blacktown City og Central Coast Mariners
Ryan begyndte sin professionelle karriere i hjemlandet, hvor han 2009-10 spillede for Blacktown City. Herefter skiftede han til A-League-klubben Central Coast Mariners i New South Wales på en treårig kontrakt. hvor han spillede i tre år. Han blev kåret til “Årets unge spiller i A-League” efter sæsonen 2010-11 og atter efter 2011-12 sæsonen, hvor han også blev kåret til bedste målmand i ligaen. Han blev af Australiens fodboldforbund i 2011 kåret til Årets U/20-spiller og igen i 2012.

### Club Brugge
I sommeren 2013 rejste han til Europa, hvor han skrev kontrakt med Club Brugge i Belgien, hvor han fik debut den 27. juli 2013. I november 2014 forlængede Ryan kontrakten med Club Brugge til 2018. 
Efter 77 ligakampe for Club Brugge skiftede Ryan i sommeren 2015 til den spanske La Liga-klub Valencia.

### Valencia
Ryan skrev den 21. juli 2015 en seksårig kontrakt med Valencia CF. Han fik debut i sæsonens første mod Rayo Vallecano. Han stod fast for Valencia indtil september, hvor han blev skadet og måtte opereres i minisken. Efter skaden roterede Ryan med Jaume Domènech i startopstillingen.
Ryan spillede de første par kampe i 2016-17 sæsonen, men blev slået af af Diego Alves.

#### Racing Genk
Den 30 januar 2017 blev Ryan udlejet til belgiske Racing Genk, hvor han dagen efter fik debut i start-11’eren  i en pokalkamp.
Ryan meddelte i april 2017, at han ikke ønskede at blive i Genk efter sæsonens afslutning. Ryan spillede en række kampe for Genk i forskellige turneringer, herunder i 2016–17 UEFA Europa League, hvor klubben nåede kvartfinalerne.

### Brighton & Hove Albion
I sommeren 2017 blev det offentliggjort, at Ryan skiftede til engelske Brighton & Hove Albion, der netop var rykket op i Premier League, på en fem-årig kontrakt. Han fik debut for Brighton den 12. august 2017 mod Manchester City. Ryan fik fuld spilletid i alle Brightons Premier League-kampe i sæsonen 2017–18, hvor han opnåede 10 “clean sheets”.
I december 2020 fik Ryan besked om, at Brightons manager Graham Potter ville satse på Robert Sánchez som målmand for resten af sæsonen, og at Ryan kunne forlade klubben, hvis han ønskede det.

#### Udlån til Arsenal
Den 22. januar 2021 skiftede Ryan til Arsenal F.C. på en lejeaftale for resten af sæsonen. Ryan fik tre kampe for førsteholdet i forårssæsonen 2021.

### Real Sociedad
Ved udløbet af lejeaftalen med Arsenal skiftede Ryan til La Liga-klubben Real Sociedad i juli 2021. Han fik debut den 23. september 2021 mod Granada.

### F.C. København
Den 9. august 2022 blev det offentliggjort, at Ryan skiftede til dansk F.C. København på en to-årig aftale.
Han fik debut for FCK den 16. august 2022 i en play-off kamp i kvalifikationen til Champions League mod Trabzonspor.

## Landshold
Ryan debuterede for Australiens landshold 5. december 2012 i et opgør mod Nordkorea. Han har siden repræsenteret Australien ved både VM 2014 i Brasilien og VM 2018 i Rusland, og var også med til at vinde guld ved AFC Asian Cup i 2015.